# Sainte-Flavie
Pour les articles homonymes, voir Flavie.
Sainte-Flavie  est une municipalité de paroisse dans la municipalité régionale de comté de La Mitis au Québec (Canada), située dans la région administrative du Bas-Saint-Laurent. La municipalité est située sur la rive sud de l'estuaire du fleuve Saint-Laurent et sa position à la frontière de la région touristique de la Gaspésie fait d'elle la « Porte d'entrée de la Gaspésie ».

## Histoire

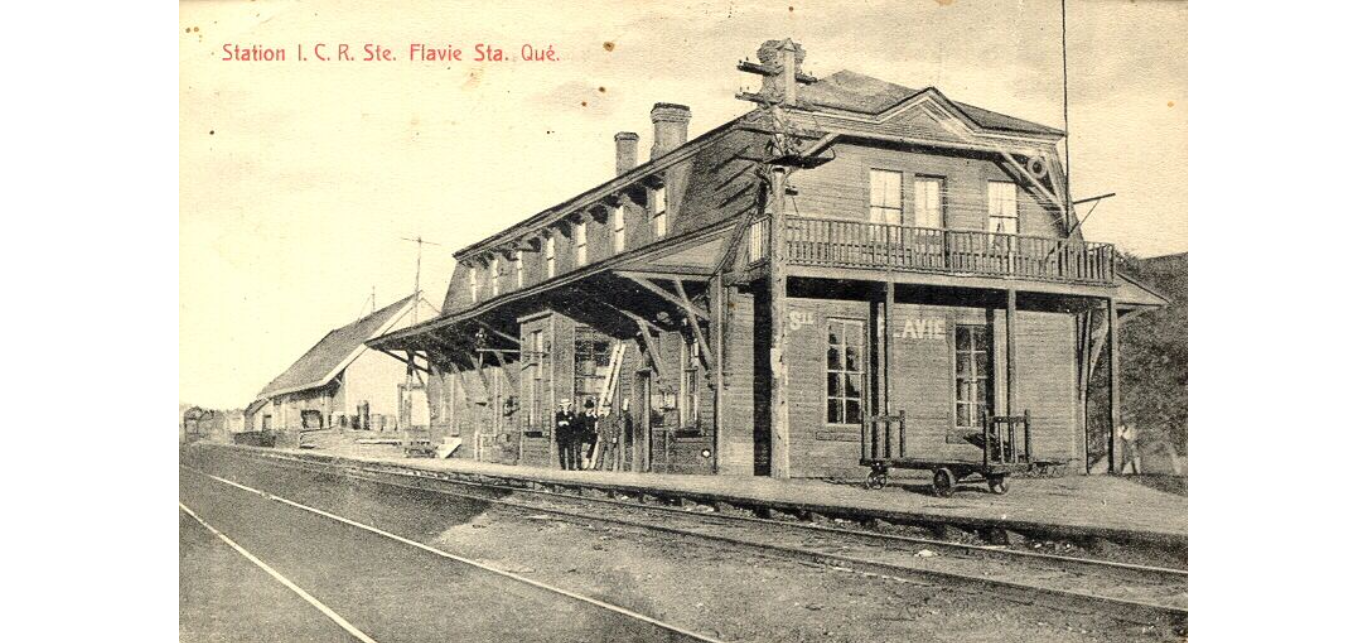
Gare Ste-Flavie vers 1880.

Anciennement, le territoire de la municipalité couvrait une superficie beaucoup plus grande, s'étendant de Sainte-Luce à Métis et jusqu'à six rangs de profondeur. En 1696, Frontenac, gouverneur de la Nouvelle-France, cédait le territoire en une seigneurie à Louis Lepage et à Gabriel Thibierge. Ce dernier s'étendait alors de la seigneurie Lessard jusqu'au fief Pachot. Aujourd'hui, on y retrouve les municipalités de Saint-Octave-de-Métis, de Saint-Joseph-de-Lepage, de Mont-Joli, de Price et de Saint-Jean-Baptiste. Le territoire couvrait aussi une partie de Saint-Donat et de Sainte-Angèle. Lors de la construction du chemin de fer Intercolonial, la gare portait le nom de Ste-Flavie.
Cependant, le développement démographique de la seigneurie fut long et progressif. Les seigneurs Lepage et Thibierge semblaient avoir peu d'intérêt à défricher les terres. Ils se contentaient surtout de chasse et de pêche. La seigneurie passa entre les mains du riche marchand Joseph Drapeau en 1790 et à sa mort, elle fut transmise à sa femme, Marie-Geneviève Noël et à ses trois filles; Luce-Gertrude, Angélique-Flavie et Louise-Angèle.
Profitant de l'élan de création de paroisses de l'Évêché de Québec, les habitants de ce qui allait devenir Sainte-Flavie réclamèrent leur paroisse et finirent par l'obtenir en 1829. On désigna la paroisse de Sainte-Flavie en l'honneur de la coseigneuresse Flavie Drapeau et à la mémoire de Flavia Domitilla, une martyre romaine du Ier siècle. Mais ce ne fut que le point de départ d'un dur labeur nécessaire à l'implantation de la communauté. Les habitants devaient parcourir des kilomètres pour assister à la messe dominicale et pour aller moudre leur grain au moulin de la rivière aux Loutres à Sainte-Luce. La paroisse fut érigée canoniquement en 1829 et civilement en 1835. Enfin, à l'été 1850, on construisit la première église en bois. Puis en 1853, au grand bonheur du curé, on construisit le presbytère tel qu'on peut le voir aujourd'hui.

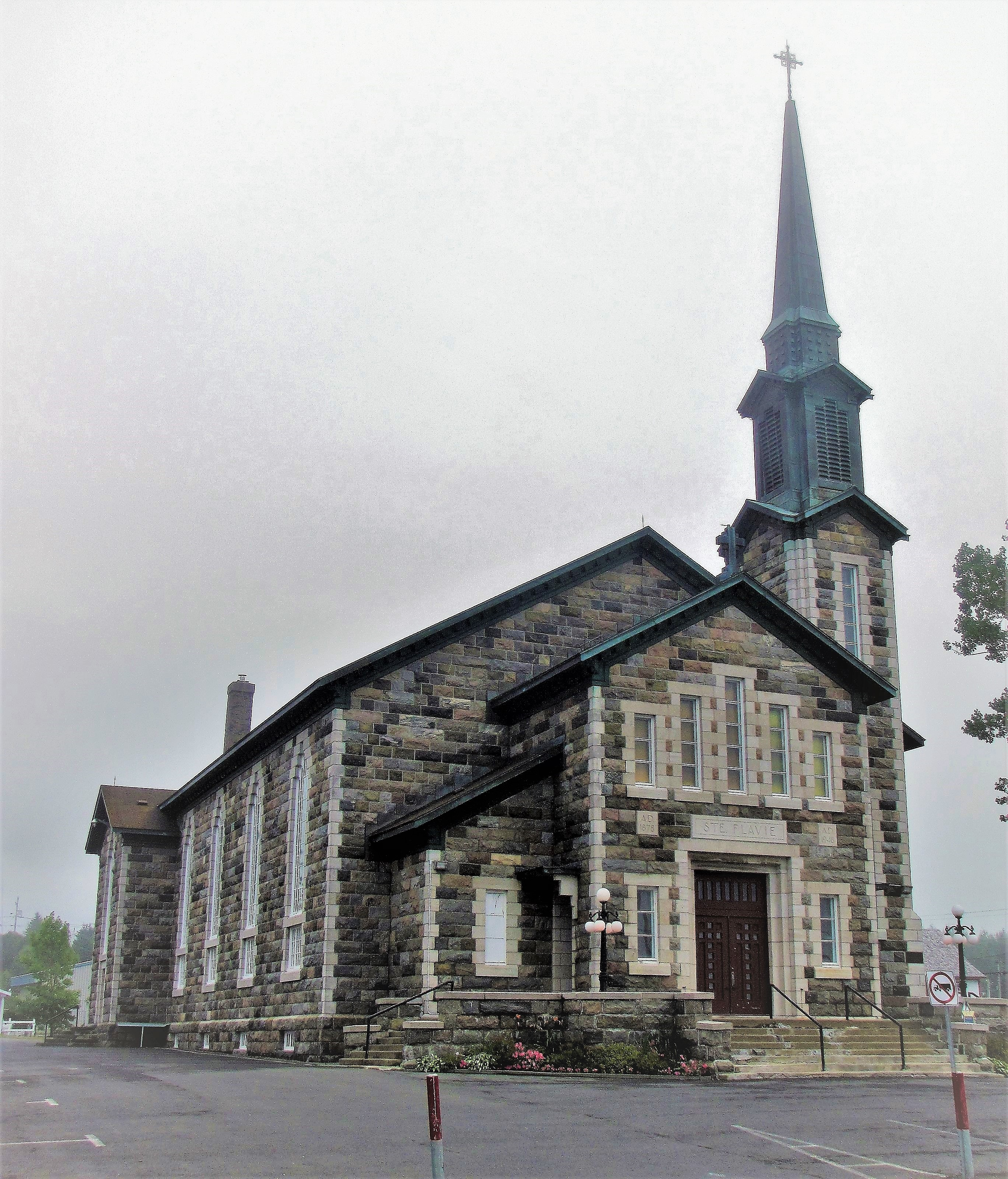
Église Sainte-Flavie

L'église en bois fut vendue en 1890 à la paroisse Notre-Dame-de-Lourdes de Mont-Joli. Les habitants de Sainte-Flavie voulaient une église en pierre et après en avoir fait la demande auprès de l'évêque et après avoir établi les plans et devis, on entamait la construction. Toutefois, la première célébration ne devait avoir lieu seulement que 11 ans après le début des travaux qui prirent fin en 1884. Enfin, en 1948, un feu ravagea l'édifice religieux au grand malheur de la population. Immédiatement, on entama la construction d'une troisième église, celle qui existe actuellement.
En 1932, on construisit un quai autour duquel la pêche commerciale et sportive se côtoyèrent pendant un certain temps. De nos jours, ce dernier est utilisé uniquement pour le plaisir. Jusqu'à récemment, les habitants de Sainte-Flavie vivaient surtout d'agriculture, de pêche et de forêt. Au fil du temps, l'économie flavienne s'est orientée surtout vers l'industrie des services et du tourisme.
Dans les années 2010, l'érosion côtière est devenue un enjeu pour la municipalité. Depuis la marée du 6 décembre 2010, certaines résidences en lieu côtier ont été déménagées à l'intérieur des terres.

## Géographie
Sainte-Flavie est situé sur la rive sud de l'estuaire maritime du Saint-Laurent, aux portes de la Gaspésie, à la croisée des chemins menant à la Péninsule gaspésienne et à la vallée de la Matapédia. 
La rivière Mitis délimite le nord-est de la municipalité et coule jusqu'à son embouchure dans la baie Mitis.

## Démographie

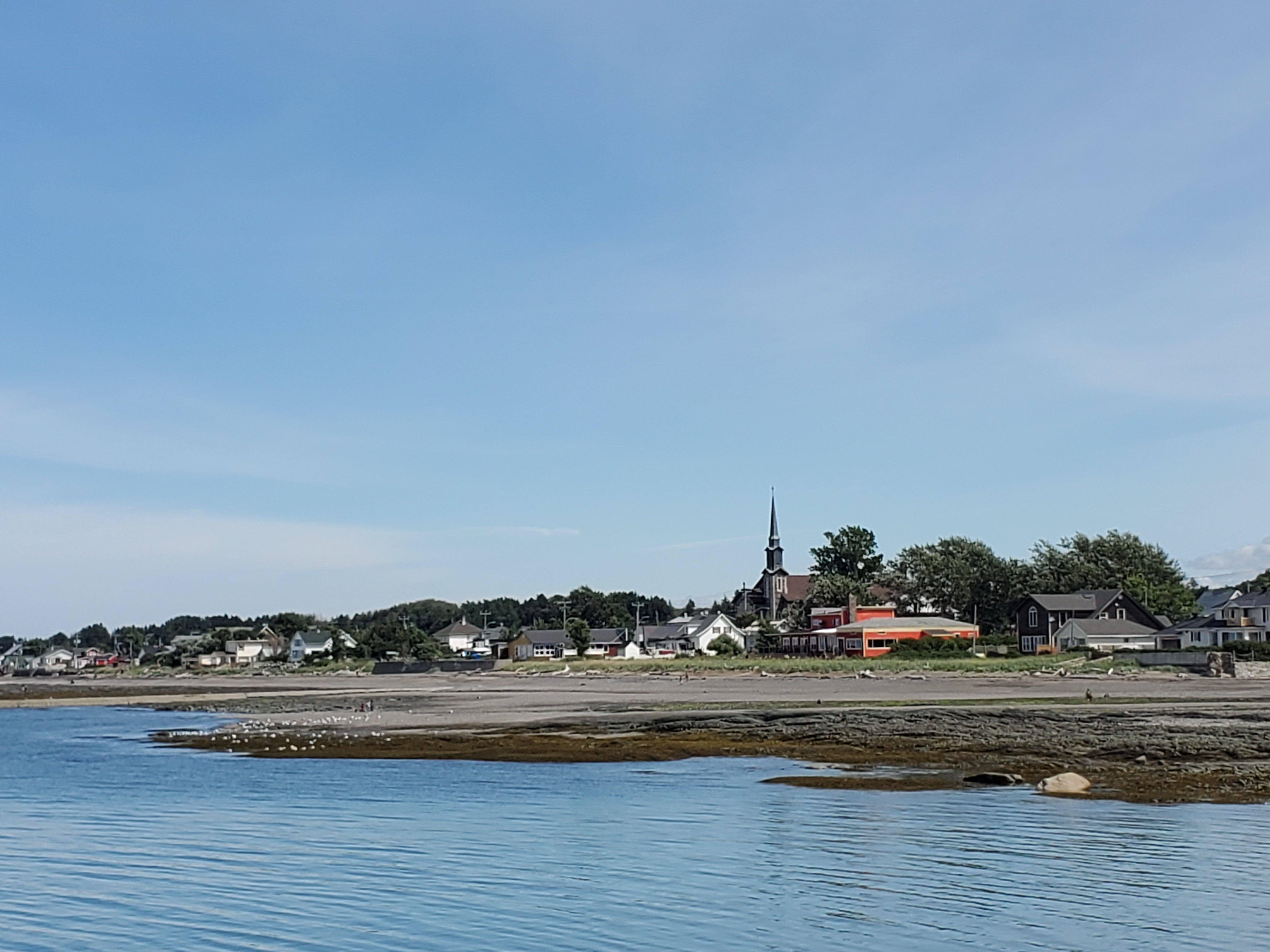
Vue de Sainte-Flavie à partir du fleuve Saint-Laurent en août 2020

| 1996 | 2001 | 2006 | 2011 | 2016 | 2021 |
| ---- | ---- | ---- | ---- | ---- | ---- |
| 920  | 919  | 943  | 919  | 884  | 904  |

## Administration
Le conseil municipal est composé d'un maire et de six conseillers élus à tous les quatre ans.
| mandat      | fonction    | nom                   |
| ----------- | ----------- | --------------------- |
| 2013 - 2017 | Maire       | Rose-Marie Gallagher  |
| 2013 - 2017 | Conseillers |                       |
| 2013 - 2017 | #1          | Lynn Robitaille       |
| 2013 - 2017 | #2          | Louise Dubé           |
| 2013 - 2017 | #3          | Michel Hudon          |
| 2013 - 2017 | #4          | Agathe Lévesque       |
| 2013 - 2017 | #5          | Julie Fortin          |
| 2013 - 2017 | #6          | Jean-François Paradis |

| Sainte-Flavie Maires depuis 2001                                                                                     |                      |                                                                        |          |
| Élection | Maire                | Qualité                                                                | Résultat |
| 2001 | Léon Gaudreault      |                                                                        | Voir     |
| 2005 | Léon Gaudreault      | Voir                                                                   |          |
| 2009 | Damien Ruest         |                                                                        | Voir     |
| 2013 | Rose-Marie Gallagher | Conseillère (2017-2020)                                                | Voir     |
| 2017 | Jean-François Fortin | Député fédéral de Haute-Gaspésie—La Mitis—Matane—Matapédia (2011-2015) | Voir     |
| 2021 | Jean-François Fortin | Député fédéral de Haute-Gaspésie—La Mitis—Matane—Matapédia (2011-2015) | Voir     |
| Élection partielle en italique Depuis 2005, les élections sont simultanées dans toutes les municipalités québécoises |                      |                                                                        |          |

## Attraits touristiques

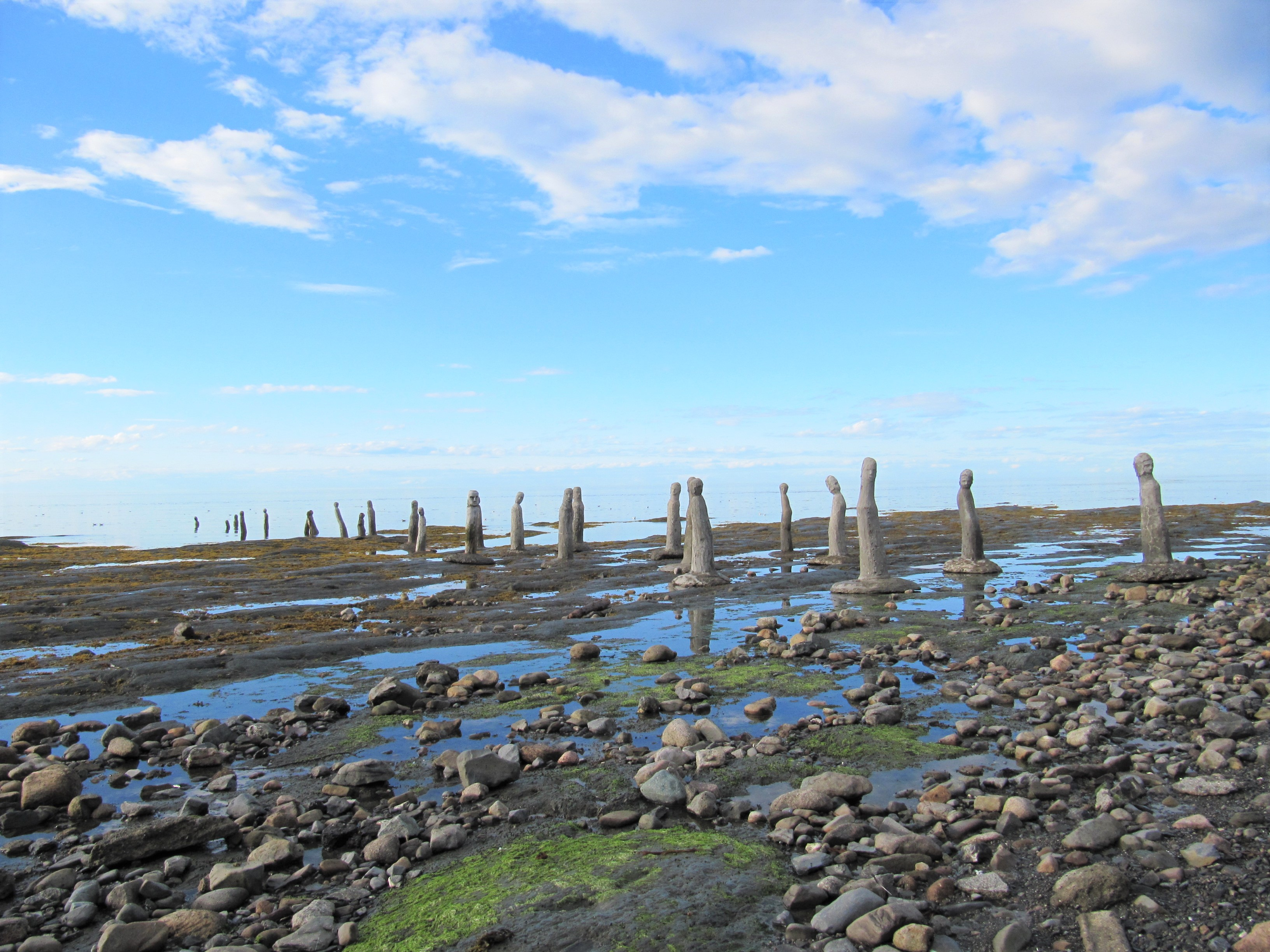
Le Grand Rassemblement sculptures de Marcel Gagnon - été 2010.

Le Vieux-Presbytère accueille plusieurs expositions d'artistes tout au long de la saison estivale, de même que l'exposition inédite « Contre vents et marées » qui présente les richesses du littoral et l'épisode des grandes-marées du 6 décembre 2010.
La Grange à dîme présente la vie agricole du siècle passé, ainsi que le musée de paléontologie.

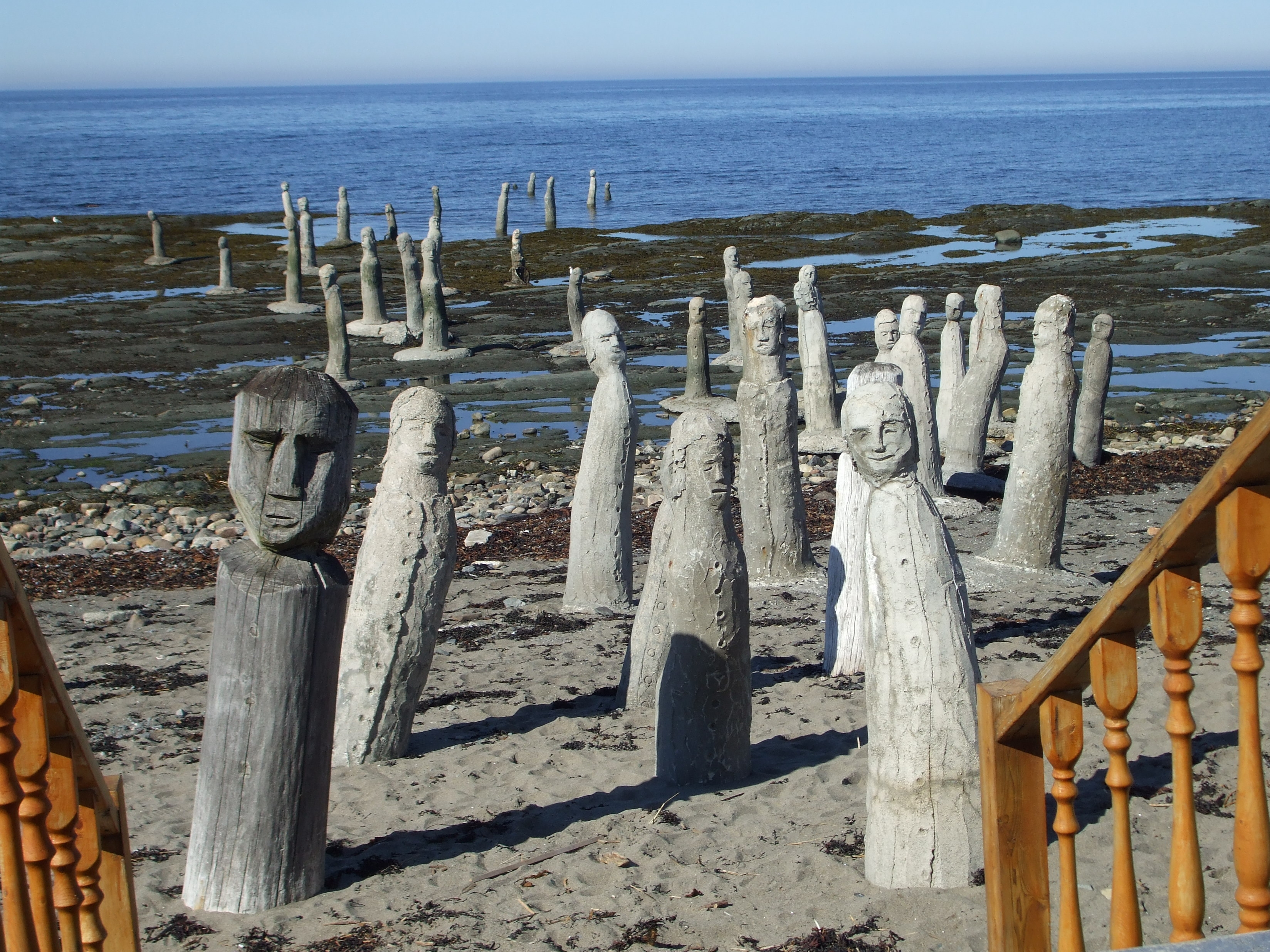
Le Grand Rassemblement sculptures de Marcel Gagnon à l'été 2013.

Le Grand Rassemblement du sculpteur Marcel Gagnon, est une œuvre d'art grandeur nature représentant des statues (80 au total) sortant de la mer en une longue procession. À marée basse, ces étranges sculptures surgissent de la mer, et elles s’y enfoncent quand elle remonte. On pourrait presque penser au rassemblement de la Déportation des Acadiens.
Le village possède également un petit musée sur la période autochtone et la Nouvelle-France, le musée de la Neufve-France. Il possède des objets très rares.

## Tourisme
Située dans la région touristique de la Gaspésie et dans la MRC de La Mitis, Sainte-Flavie est aujourd'hui une charmante municipalité qui a su conserver les plus beaux éléments de son patrimoine.